# AntiX
antiX (/ˈæntɪks/) este o distribuție Linux construită direct din Debian Stable. Ea are cerințe comparative mici și e potrivită pentru calculatoare mai vechi, dar în același timp oferă nucleu și aplicații de ultimă oră , precum și actualizări și adiții prin intermediul sistemei de pachetare apt-get și repozitoare compatibile cu Debian. Începând cu versiunea 19 ea vine cu două ediții de sisteme de inițializare: sysVinit și runit.